# Alianza de Labradores de España
La Alianza de Labradores de España (ALE) fue una organización nacional creada durante la Segunda República Española para intentar representar a los arrendatarios de fincas rústicas en los organismos agrarios oficiales.
Como relataría más tarde, un secretario de la Alianza de Labradores de España, Pedro Sánchez Márquez, esta organización surgió porque el Partido Republicano Radical Socialista (PRRS) de Marcelino Domingo, pretendía organizar sindicalmente a la clase media del campo, para canalizar las aspiraciones de los labradores a través de una entidad de ideología republicana de izquierdas.
El PRRS secundó la iniciativa de varios dirigentes sindicales de crear una asociación nacional de arrendatarios de fincas rústicas que le fuera ideológicamente afín; algo similitud a lo que el PSOE tenía con la UGT, y en concreto con la Federación Española de Trabajadores de la Tierra que aglutinaba a los jornaleros y obreros del campo socialistas. En Cataluña, de donde era el ministro Marcelino Domingo, ya existía algo similar para los arrendatarios y aparceros; allí la Unió de Rabassaires estaba estrechamente vinculada a Esquerra Republicana de Catalunya, con el que compartía dirigentes.
Estos dirigentes sindicales fueron Modesto García Almansa (presidente de la Asociación de Arrendatarios de Córdoba), Juan Canales (diputado socialista y presidente honorario de la Asociación de Arrendatarios de Cáceres) y Antonio Carreras Hitos (presidente del Sindicato Agrícola de la Vega de Granada)
Las primeras elecciones que se celebraron a organismos agrícolas oficiales fueron los de vocales en la Comisión Mixta Arbitral Agrícola (CMAA), entidad encargada de resolver los recursos sobre fallos de los jurados mixtos. En la elección de vocales arrendatarios, las candidaturas que obtuvieron mayor número de votos se fueron, de mayor a menor, la presentada por Modesto García Almansa (José de las Casas Pérez, como suplente), la de Antonio Carreras Hitos (con Juan Canales como suplente) y otra formada por dirigentes de la FETT.
Tras estas elecciones, en abril de 1932, se aprovechó el primer aniversario de la instauración de la II República para organizar unas sesiones en el Ministerio de Agricultura, al final de las cuales quedó constituida la ALE (inicialmente se denominó Alianza Nacional de Arrendatarios y Pequeños Propietarios de España). El acto de clausura contó con la intervención del ministro Marcelino Domingo y del director general de Ganadería, Félix Gordón Ordás.
Su sede social se instaló en el mismo edificio donde la tenía el PRRS. Desde el PRRS se pidió a sus agrupaciones locales que crearan filiales de la ALE y Félix Gordón Ordás intervino en varios de los actos organizados por la ALE. Uno de sus primeros dirigentes fue Antonio Carreras Hitos.
Respecto de la representación de los arrendatarios en el Consejo Ejecutivo del IRA, el ministro Marcelino Domingo realizó un sondeo entre las organizaciones de arrendatarios para conocer el número de afiliados que tenían. Con los datos de este sondeo, entregó de forma interina, hasta realizar las elecciones, los dos vocales arrendatarios del IRA a la ALE. Esta designación interina motivó duras críticas al ministro por parte del diputado socialista Juan Canales, que le censuró haber rechazado muchas organizaciones pertenecientes a la Asociación Española de Arrendatarios, Aparceros y Medianeros de la Tierra. Las elecciones no llegaron a convocarse hasta pasados tres años
El diputado socialista Juan Canales, era vocal arrendatario en la CMAA y miembro de la ejecutiva de la AEAAMT, planteó en las Cortes que el ministro había entregado las dos únicas representaciones arrendatarias a la ALE, dejando sin representación a cientos de asociaciones de la AEAAMT que podían haber obtenido uno de los dos vocales arrendatarios, en lugar de dársela a un amigo personal del ministro. El diputado planteó la dependencia existente entre el PRRS y la ALE (cuyas sedes compartían directivos y el mismo edificio). El anuncio de una interpelación por un diputado socialista sin previa autorización de su minoría, motivaría un expediente al diputado socialista, que terminaría con su expulsión del partido socialista.
Los vocales arrendatarios titulares designados por la ALE fueron Juan Ruiz Folgado (veterinario, nombrado presidente de la ALE en sustitución de Antonio Carreras) y el diputado del PRRS por Toledo, José Ballester Gozalvo.
Como estos vocales eran interinos, se convocaron elecciones para cubrir sus puestos de forma regular. Desde la ejecutiva nacional del PRRS se pidió a sus agrupaciones locales que trataran de crear filiales de la ALE, para obtener la representación de la clase arrendataria en el IRA. En la circular enviada por Félix Gordón Ordás a las agrupaciones locales trasladaba un acuerdo del Comité Ejecutivo Nacional (CEN) del PRSS, que decía:
"[...] "Constituida la Alianza de Labradores de España, entidad formada por arrendatarios, aparceros y pequeños propietarios y ganaderos, que propugna la realización en el agro español de los postulados de nuestro ideario, de cuyo Comité Ejecutivo Nacional forman parte nuestros correligionarios D. Fernando Valera y D. Pedro Sánchez Márquez, este último presidente, y cuyo desarrollo está íntimamente relacionado con el del Partido Republicano Radical Socialista, hasta tal extremo que el Comité Nacional considera que tal vez pudiera representar para nosotros una fuerza similar a lo que es la Unión General de Trabajadores para el Partido Socialista. Estimamos de sumo interés que las Agrupaciones del partido procuren organizar en todas las localidades agrupaciones locales de la Alianza de Labradores de España, consiguiendo, como es natural, que dichas organizaciones sean, regidas en su mayor parte por elementos de nuestro partido" 
El comunicado de Félix Gordón Ordás añadía que, en caso de encontrarse dificultades entre los elementos no afiliados al partido para constituir las agrupaciones locales de referencia, deben hacerlo con los correligionarios que sean arrendatarios, aparceros, pequeños propietarios y ganaderos, entre los que además "pueden figurar elementos que no lo sean para mejor marcha de la organización".